# Max Hardcore
Max Hardcore, pseudonimo di Paul F. Little (Racine, 10 agosto 1956 – Los Angeles, 27 marzo 2023), è stato un attore pornografico, produttore cinematografico e regista statunitense, celebre esponente del porno gonzo, girato in digitale e senza trama.

## Biografia
Le sue produzioni sono generalmente considerate piuttosto estreme, con elementi di machismo e volgarità, assai superiore a quella riscontrabile negli standard tipici del settore; non manca chi definisce misogini i suoi film. Rituale e ripetitiva la trama di gran parte dei film interpretati da Max, ove questi giunge ineluttabilmente, durante la copula, a sodomizzare la giovane donna coprotagonista.
Dal 2001 al 2005 Max rimase coinvolto in un processo per "oscenità" da parte dello FBI; condannato a quattro anni di carcere, fu rilasciato nel luglio 2011. Il 27 marzo 2023, durante la lunga battaglia contro il cancro che l'aveva colpito, è morto a causa di una polmonite.

## Vita privata
Ebbe una relazione con l'attrice pornografica Layla Rivera.

## Premi
- 2001: XRCO – Best Male-Female Scene
- 2003: AVN Award – Best Anal Sex Scene (Video)
- 2003: FICEB Award - People's choice; best director
- 2004: AVN Award Hall of Fame
- 2005: AVN Award Nominee – Most Outrageous Sex Scene (con Summer Luv)
- 2007: Erotixxx / Eroticline Award - Best Gonzo Serie
- 2009: XRCO Award – Hall of Fame; Outlaws of Porn

## Filmografia

### Attore
- Fighette in bicicletta (Butt Banged Bicycle Babes), regia di Biff Malibu (1994)
- Orgazmo, regia di Trey Parker (1997)